# Weißenborn (Holzland)
Weißenborn település Németországban, azon belül Türingiában. Lakosainak száma 1153 fő (2023. december 31.). Weißenborn Eisenberg, Serba, Bad Klosterlausnitz és Hainspitz községekkel határos.

## Népesség
A település népességének változása:
| Lakosok száma | 1159 | 1149 | 1135 | 1146 | 1153 |
|               | 2017 | 2019 | 2021 | 2022 | 2023 |